# Oscar Robertson
Oscar Palmer Robertson (* 24. November 1938 in Charlotte, Tennessee), auch The Big O genannt, ist ein ehemaliger US-amerikanischer Basketballspieler. Zwischen 1960 und 1974 spielte er in der National Basketball Association (NBA) für die Mannschaften der Cincinnati Royals und der Milwaukee Bucks.
Robertson ist 1,96 Meter groß und spielte auf der Position des Point Guards. Neben Spielern wie Magic Johnson, John Stockton und Isiah Thomas zählt er zu den besten Spielern seiner Position in der Geschichte des Basketballs.

## Kindheit und Jugend
Als Robertson vier Jahre alt war, zog seine Familie von Charlotte nach Indianapolis. Angespornt durch seinen älteren Bruder Bailey „Flap“ Jr. begann Oscar bereits im Alter von sechs Jahren Basketball auf den Freiplätzen zu spielen. Als Schwarzer in Zeiten der Rassentrennung besuchte er ab 1954 die rein afroamerikanische Crispus Attucks Highschool. Deren Basketballmannschaft führte der überragend spielende Robertson 1955 und 1956 zur Staatsmeisterschaft von Indiana. Nie zuvor war das einer afroamerikanischen Highschool gelungen.
In den 1950er Jahren begannen US-amerikanische Universitäten, auch schwarze Spieler für ihre Sportmannschaften zu rekrutieren. So bekam Robertson als herausragender Highschool-Basketballer des 1956er-Jahrgangs mehr als 30 Angebote für Sportstipendien. Er plante ein Studium der Betriebswirtschaft und entschied sich für die University of Cincinnati. Obwohl er auch dort mit Rassendiskriminierung zu kämpfen hatte, spielte er herausragend. Punktschnitte von 35,1 (1958), 32,6 (1959) und 33,7 (1960) brachten ihm dreimal die Auszeichnung zum Spieler des Jahres ein. Seine insgesamt 2973 erzielten Punkte waren nur einer von 14 NCAA-Rekorden, die Robertson während seiner College-Laufbahn aufstellte.
Die Mannschaft von Cincinnati unterlag allerdings 1959 und 1960 jeweils im Halbfinale des NCAA-Division-I-Basketball-Championship-Turniers der University of California. Robertson spielte 1959 mit dem Gedanken, die University vorzeitig zu verlassen und ebenso wie Wilt Chamberlain ein Jahr bei den Harlem Globetrotters zu spielen. Er verwarf den Gedanken und studierte bis 1960. In diesem Jahr spielte er mit Jerry West, Walt Bellamy und Jerry Lucas für die US-Nationalmannschaft bei den Olympischen Sommerspielen 1960 in Rom. Die überragend spielende Truppe, die von vielen als das „wahre, erste Dreamteam“ bezeichnet wird, gewann ohne Probleme die Goldmedaille und wurde 2010 als Team in die Naismith Memorial Basketball Hall of Fame aufgenommen.

## Profikarriere
Im NBA-Draft von 1960 wählten die Cincinnati Royals Robertson als Territorial pick. Am 10. September 1960 unterschrieb er bei den Royals einen Dreijahresvertrag über 100.000 US-Dollar. Ein hoher Vertrag, den er mit dem Gewinn der Auszeichnung zum Neuling des Jahres (Rookie of the Year) rechtfertigte. In seiner zweiten Saison (1961/62) gelang Robertson eine bis dahin unerreichte Leistung: Mit 30,8 Punkten, 12,5 Rebounds und 11,4 Assists pro Spiel schaffte er es, über die gesamte Saison ein Triple-Double im Durchschnitt zu erzielen. In der Saison 2016/17 gelang es Russell Westbrook, Point Guard des Oklahoma City Thunder, diese bis dahin einmalige Leistung zu wiederholen. Seine erste und einzige Auszeichnung zum Most Valuable Player gewann Robertson 1964. Im folgenden Jahr wurde er Präsident der NBA-Spielergewerkschaft.
Obwohl er die gesamten 1960er-Jahre hindurch zu den besten Spielern der NBA gehörte, gelang es Robertson nicht, einen NBA-Titel mit den Royals zu gewinnen. 1970, nachdem die Royals bereits zum dritten Mal die Play-offs verpasst hatten, planten sie einen Neuaufbau der Mannschaft und boten Robertson bei anderen Teams an. Allerdings verweigerte Robertson hartnäckig einen Wechsel zu den Baltimore Bullets, bei denen er sich keine Chancen auf einen Titelgewinn ausrechnete.
Am 21. April 1970 schickten ihn die Royals schließlich zu den Milwaukee Bucks, die mit Lew Alcindor (später Kareem Abdul-Jabbar) bereits über einen herausragenden Center verfügten. Robertson und Alcindor ergänzten sich perfekt, und bereits in der Folgesaison gelang der Titelgewinn gegen die Bullets. Es blieb Robertsons einzige Meisterschaft, denn die Los Angeles Lakers beendeten den Versuch der Titelverteidigung bereits im Western-Conference-Finale. Nachdem in der 1973er-Saison bereits in der ersten Play-off-Runde das Aus kam, schafften es die Bucks 1974 erneut ins Finale. Dort unterlag man knapp in sieben Spielen gegen die Boston Celtics.

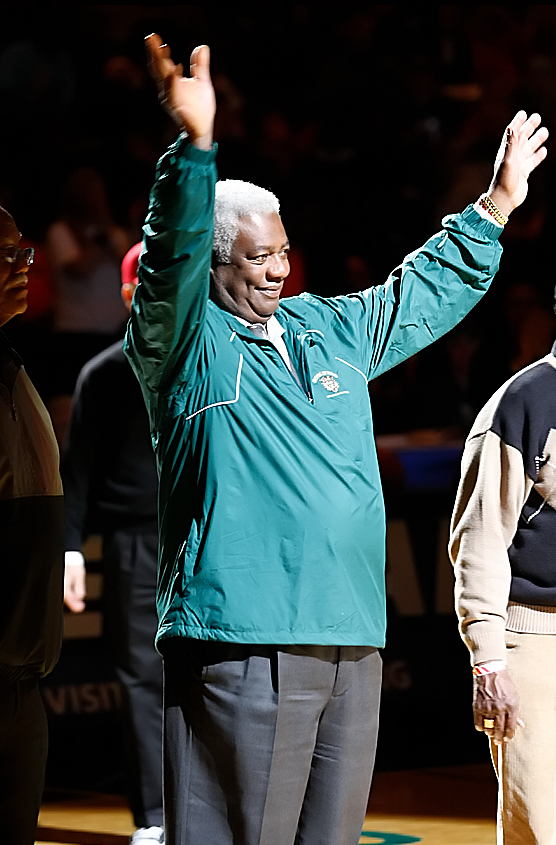
Oscar Robertson (2010)

Nach dieser Finalniederlage beendete der 35-jährige Robertson seine Karriere. Seine 9887 erzielten Assists blieben für fast 20 Jahre Rekord in der NBA und wurden erst von Magic Johnson überboten. Er wurde während seiner Karriere neunmal in Folge ins All-NBA First Team gewählt (1961–1969) und zwölfmal für das NBA All-Star Game nominiert (1961–1972). Mit 26.710 Punkten liegt er auf Platz 12 der nach Punkten erfolgreichsten NBA-Spieler.
Von 1965 bis 1974 war Robertson Präsident der Spielergewerkschaft National Basketball Players Association.
Robertsons Trikotnummern, die 14 bei den Royals und die 1 bei den Bucks, wurden von beiden Franchises zurückgezogen und werden nicht mehr vergeben werden. Am 28. April 1980 wurde Oscar Robertson in die Naismith Memorial Basketball Hall of Fame, am 17. November 2006 in die College Basketball Hall of Fame und am 22. September 2009 in die FIBA Hall of Fame aufgenommen. Er wurde 1996 anlässlich des fünfzigjährigen Bestehens der NBA unter die 50 Greatest Players in NBA History gewählt.
Im Anschluss an die NBA-Saison 2017/18 wurde Robertson mit dem Lifetime Achievement Award der NBA ausgezeichnet.